# Marian Dudek (poseł)
Marian Dudek (ur. 3 lutego 1932 w Winiarach, zm. 4 kwietnia 1991) – polski spawacz, poseł na Sejm PRL III kadencji.

## Życiorys
Uzyskał wykształcenie podstawowe, z zawodu był spawaczem. Należał do Związku Młodzieży Socjalistycznej, pełnił funkcję I sekretarza Komitetu Zakładowego ZMS w Jelczańskich Zakładach Samochodowych. W 1961 został wybrany na posła na Sejm PRL w okręgu Wrocław. W trakcie kadencji zasiadał w Komisji Przemysłu Ciężkiego, Chemicznego i Górnictwa.
Został pochowany na cmentarzu Osobowickim.